# Fotoalbum

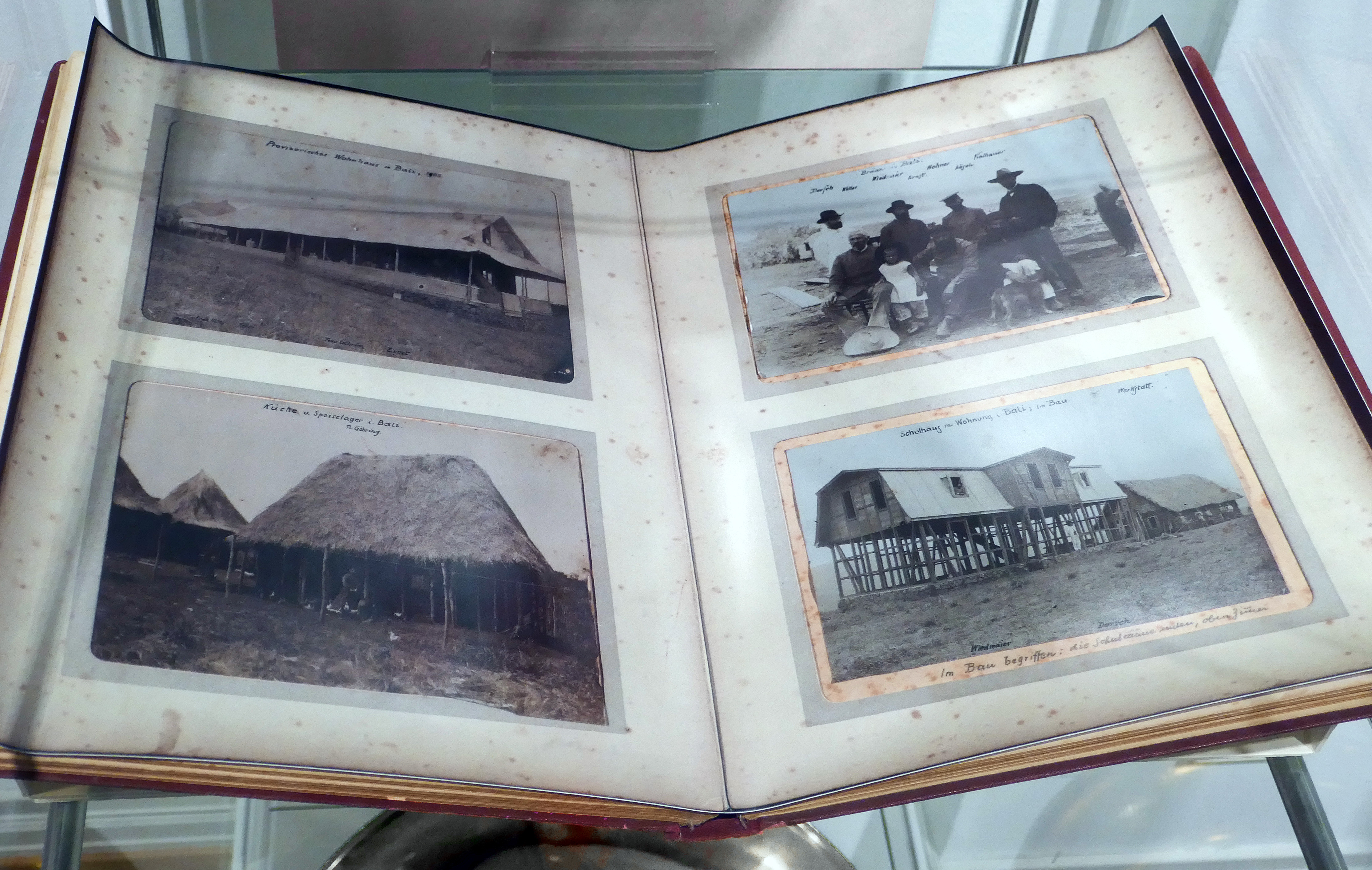
Een fotoalbum

Een fotoalbum is een papieren album waarin foto's kunnen worden geplakt of opgeborgen of een digitaal 'album' waarin fotobestanden kunnen worden opgeslagen.

## Geschiedenis
Fotoalbums in boekvorm kwamen in het midden van de 19e eeuw in zwang. De foto's in deze 'familiealbums' werden nog bijna uitsluitend genomen door beroepsfotografen. Met de uitvinding van de rolfilm aan het einde van de eeuw kwam de fotografie echter binnen ieders bereik, waardoor ook het aanleggen van fotoalbums toenam. In fotoalbums worden de foto's op bladen van licht karton geplakt dan wel met hoekjes op de bladen bevestigd of in daarvoor bedoelde vakken geschoven (insteekalbums). Tussen de kartonnen bladen van de traditionele plakalbums is ter bescherming van de foto's gewoonlijk een pergamijnen vel met spinnenwebstructuur aangebracht.

## Virtuele albums
Door de opkomst van de digitale fotografie is het mogelijk geworden op internet een virtueel 'fotoalbum' samen te stellen door afbeeldingen te uploaden, om deze vervolgens te delen met vrienden en familie.
Digitale fotoalbums (lijsten van digitale foto's) zijn een nieuwere vorm van het tonen van foto's. Het digitale fotoalbum kan via een USB-aansluiting aan de computer worden gekoppeld, waarna met (vaak bijgeleverde) software kan worden bepaald welke foto's op welke manier (met of zonder effecten) zullen worden getoond. Digitale fotoalbums kunnen ook worden uitgerust met de zogenaamde wifi-technologie. Een dergelijke lijst kan zonder kabel contact maken met een computer of zonder tussenkomst van een computer contact leggen met internet.